# Verena Sailer
Verena Sailer (Illertissen, Bavària, Alemanya, 16 d'octubre de 1985) és una atleta alemanya, especialitzada en els 100 metres llisos. La seva millor marca és 11,10 segons, aconseguida a la final del Campionat d'Europa d'atletisme de 2010 a Barcelona, quan creuà la línia d'arribada en primer lloc i es penjà la medalla d'or.
Sailer va representar a Alemanya al Jocs Olímpics de 2008, a Pequín. Va competir als 4x100 metres relleus juntament amb Anne Möllinger, Cathleen Tschirch i Marion Wagner. A la primera mànega es posicionaren terceres, per darrere de Jamaica i Rússia, i per davant de la R.P. de la Xina. El seu temps de 43,59 segons fou el vuitè millor d'un total de setze nacions participants. Amb aquest resultat es classificaren per a la final on aturaren el cronòmetre a 43'28 segons, que suposà la cinquena plaça. Al Campionat del Món de 2009 a Berlín, va aconseguir plaça fins a les semifinals dels 100 metres corrent en 11'24 segons. Fou la quarta membre de l'equip alemany en els 4x100 metres relleus, aconseguint la medalla de bronze amb un millor marca de la temporada de 42'87 segons.
Als Jocs Olímpics de 2012, va competir tants als 100 metres llisos com als relleus de 4 x 100 metres. Tot i que no va aconseguir la final individual, l'equip alemany (Sailer, Leena Günther, Anne Cibis i Tatjana Pinto) va acabar en 5è lloc.

## Millors marques
Actualitzat a 7 de març de 2015:
| Disciplina   | Temps | Vent  | Data              | Lloc                |
| ------------ | ----- | ----- | ----------------- | ------------------- |
| 60 m. indoor | 7.10  | ? m/s | 7 de març de 2015 | Praga (Txèquia)     |
| 100 m.       | 11.02 | ? m/s | 2 d'agost de 2013 | Weinheim (Alemanya) |